# Rumianica

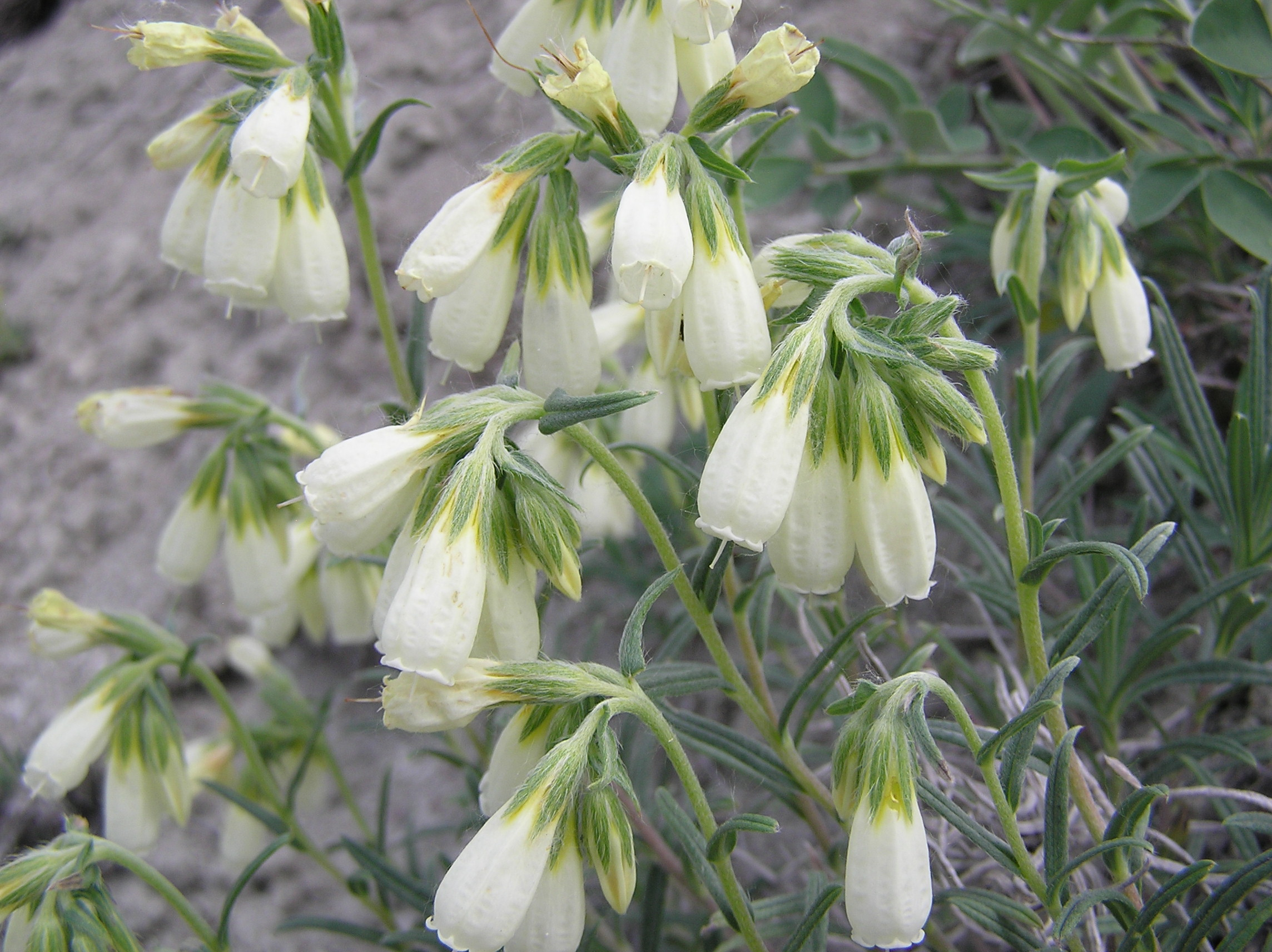
Onosma simplicissima

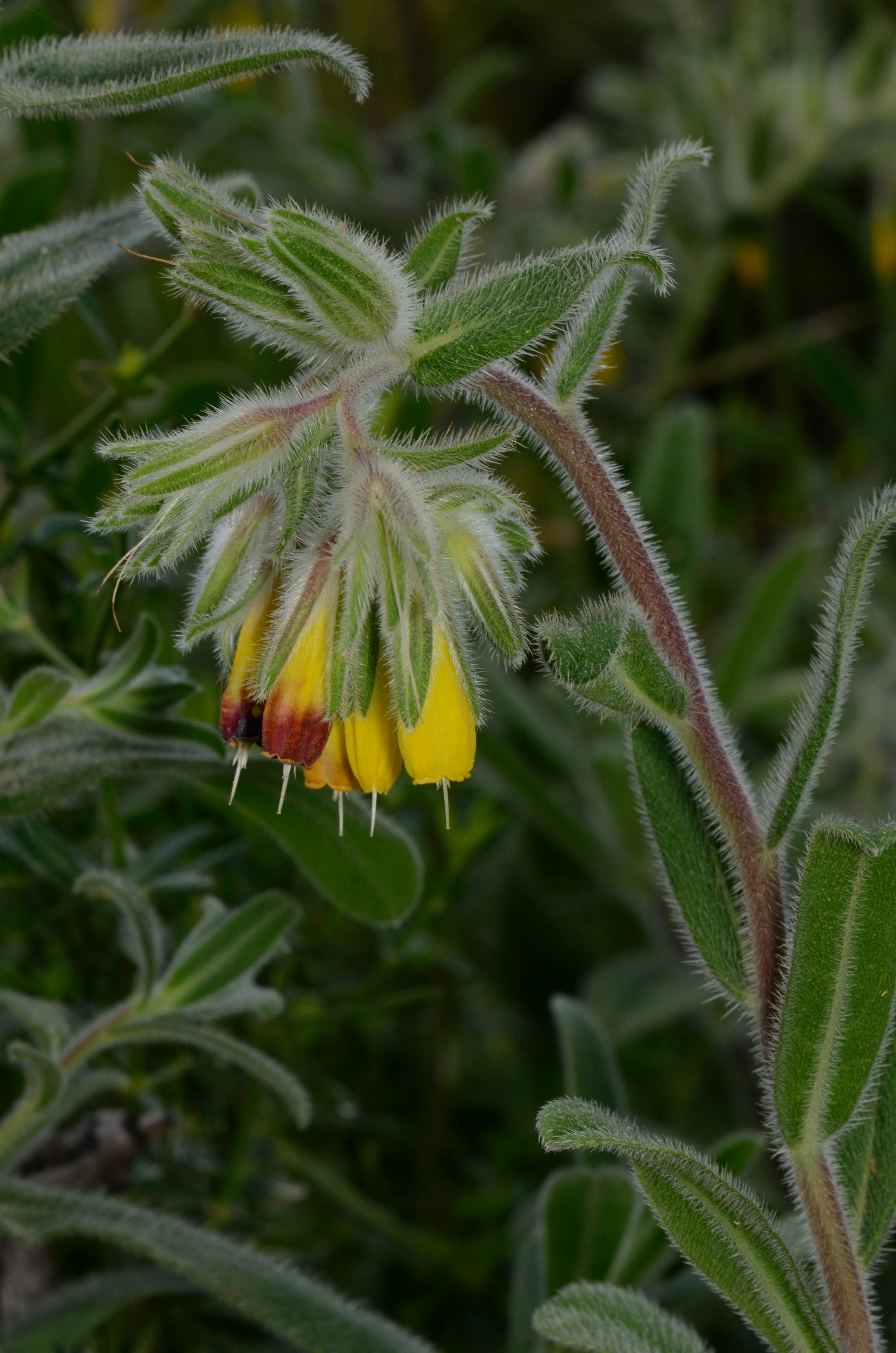
Onosma frutescens

Rumianica, onosma (Onosma L.) – rodzaj roślin z rodziny ogórecznikowatych (Boraginaceae). Obejmuje ponad 250 gatunków. Rośliny te występują w basenie Morza Śródziemnego i dalej na wschodzie sięgając do Himalajów, Chin i Mjanmy. W Europie rosną 33 gatunki, a centrum zróżnicowania rodzaju to obszar między Iranem a Turcją (w tym ostatnim kraju stwierdzono 88 gatunków). Rośliny te występują na terenach skalistych, na suchych zboczach, w murawach i świetlistych zaroślach, często na obszarach górskich. W Polsce rumianice nie występują w stanie dzikim, ale bywają uprawiane.
Niektóre gatunki, a zwłaszcza rumianica żmijowcowata O. echioides używane były do pozyskiwania czerwonego barwnika. Liczne gatunki uprawiane też są jako rośliny ozdobne. Ze względu na wymagania świetlne zalecane są do ogrodów skalnych i obsadzania skarp.

## Morfologia

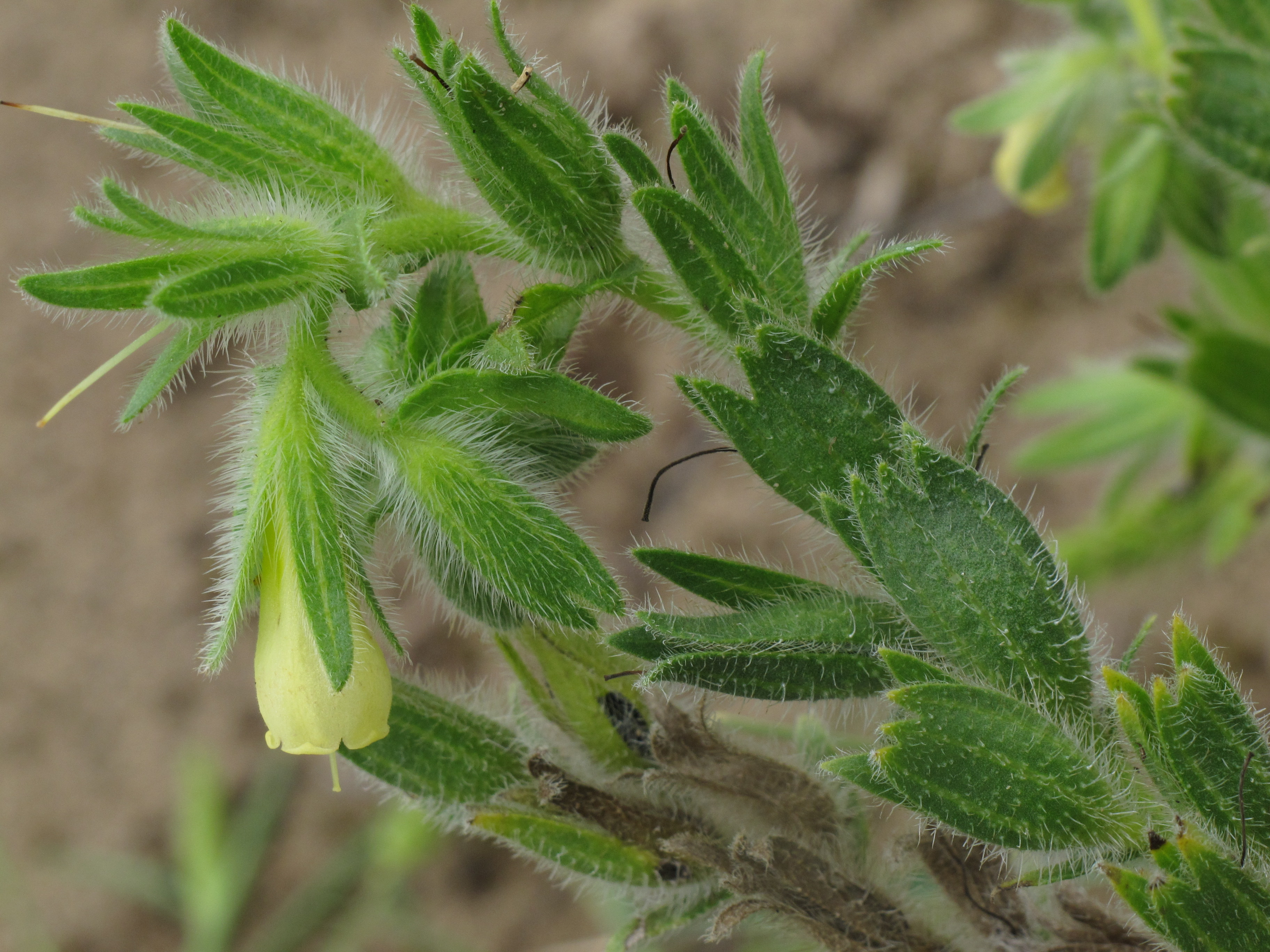
Onosma arenaria

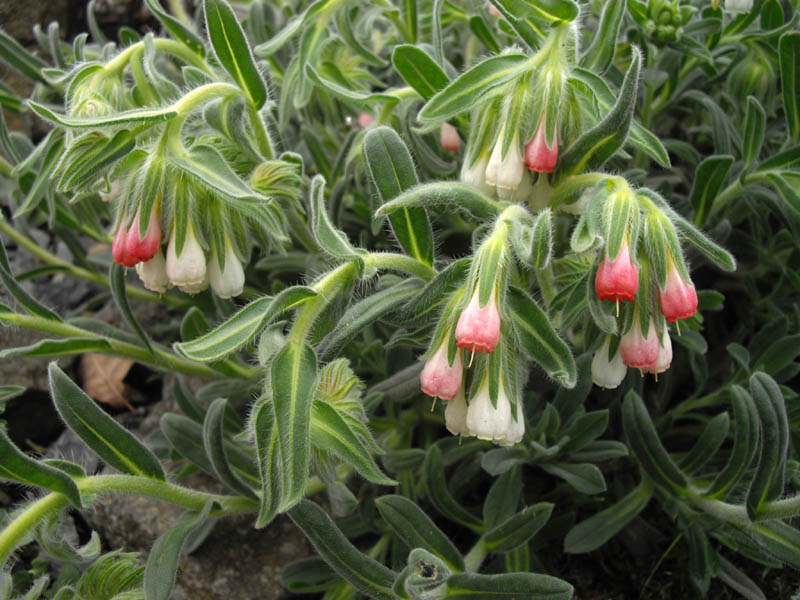
Onosma alborosea

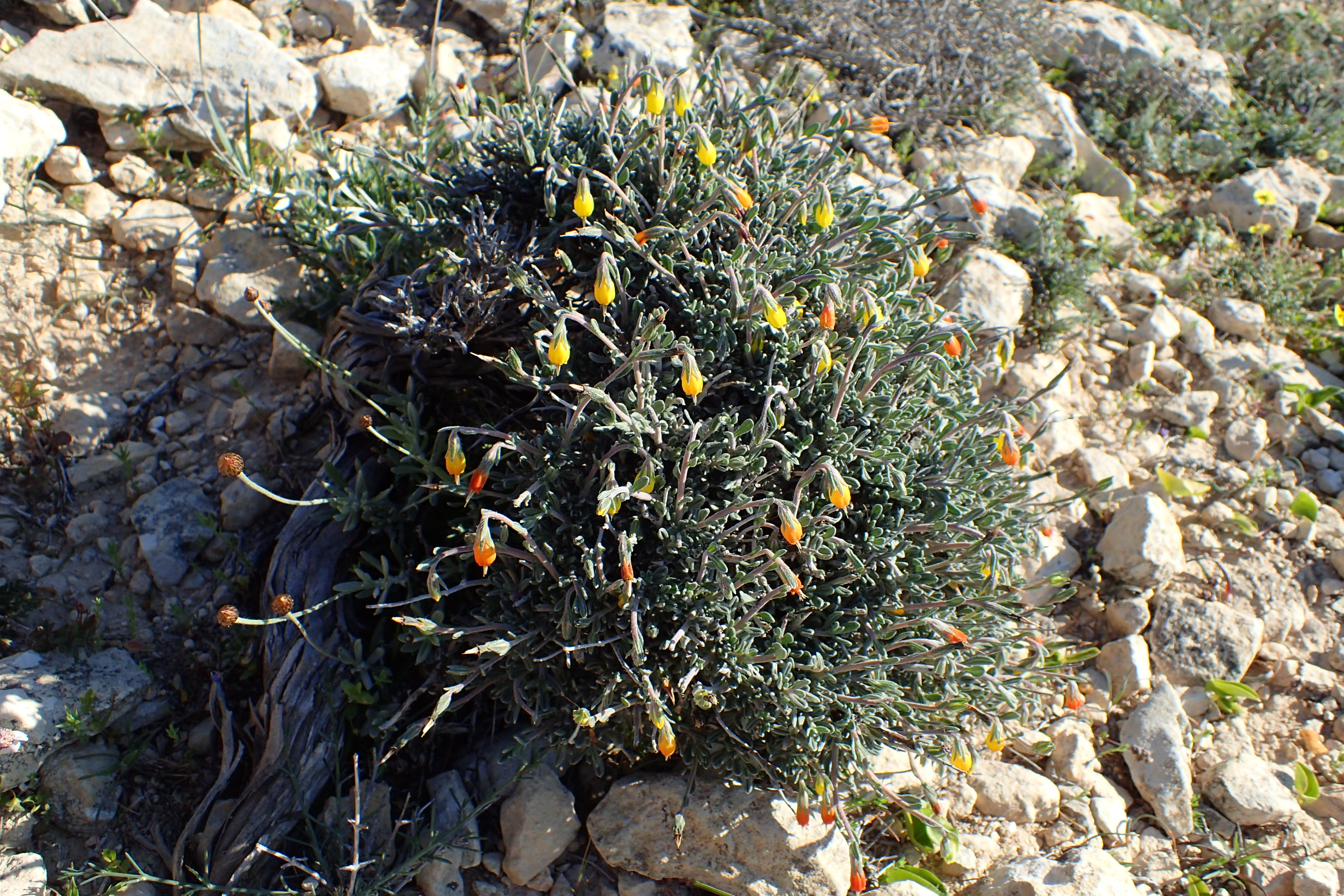
Onosma fruticosa

PokrójByliny nierzadko drewniejące u nasady, osiągające do 75 cm wysokości. Pędy szorstkie z powodu sztywnych włosków.
LiścieSkrętoległe, często u nasady pędu skupione także w rozety liściowe, pojedyncze. Ogonkowe lub siedzące, blaszka całobrzega, zwykle długa i wąska.
Kwiaty5-krotne, zebrane w skrętki na szczycie łodygi, czasem rozgałęziające się, zwykle wydłużające się w czasie owocowania. Kwiaty wyrastają pojedynczo i zwykle są zwieszone. Działki kielicha zrośnięte tylko u nasady, ich łatki równe, równowąskie do równowąsko lancetowatych, powiększające się w czasie owocowania. Płatki korony zrośnięte, koloru żółtego, niebieskiego, białego, różowego i czerwonego. Rurka korony wolno się rozszerza od nasady do szczytu lub gwałtowniej od połowy długości. Płatki na końcach drobne, wygięte lub wyprostowane, zwykle ząbkowane. Osklepek brak. Pręciki równej długości, o nitkach krótkich i długich, wzniesionych pylnikach, schowanych jednak w całości w rurce korony. Zalążnia górna, czterokomorowa, z pojedynczą szyjką słupka często wystającą z rurki korony. Znamię główkowate.
OwoceRozłupnie rozpadające się na cztery pomarszczone rozłupki.

## Systematyka

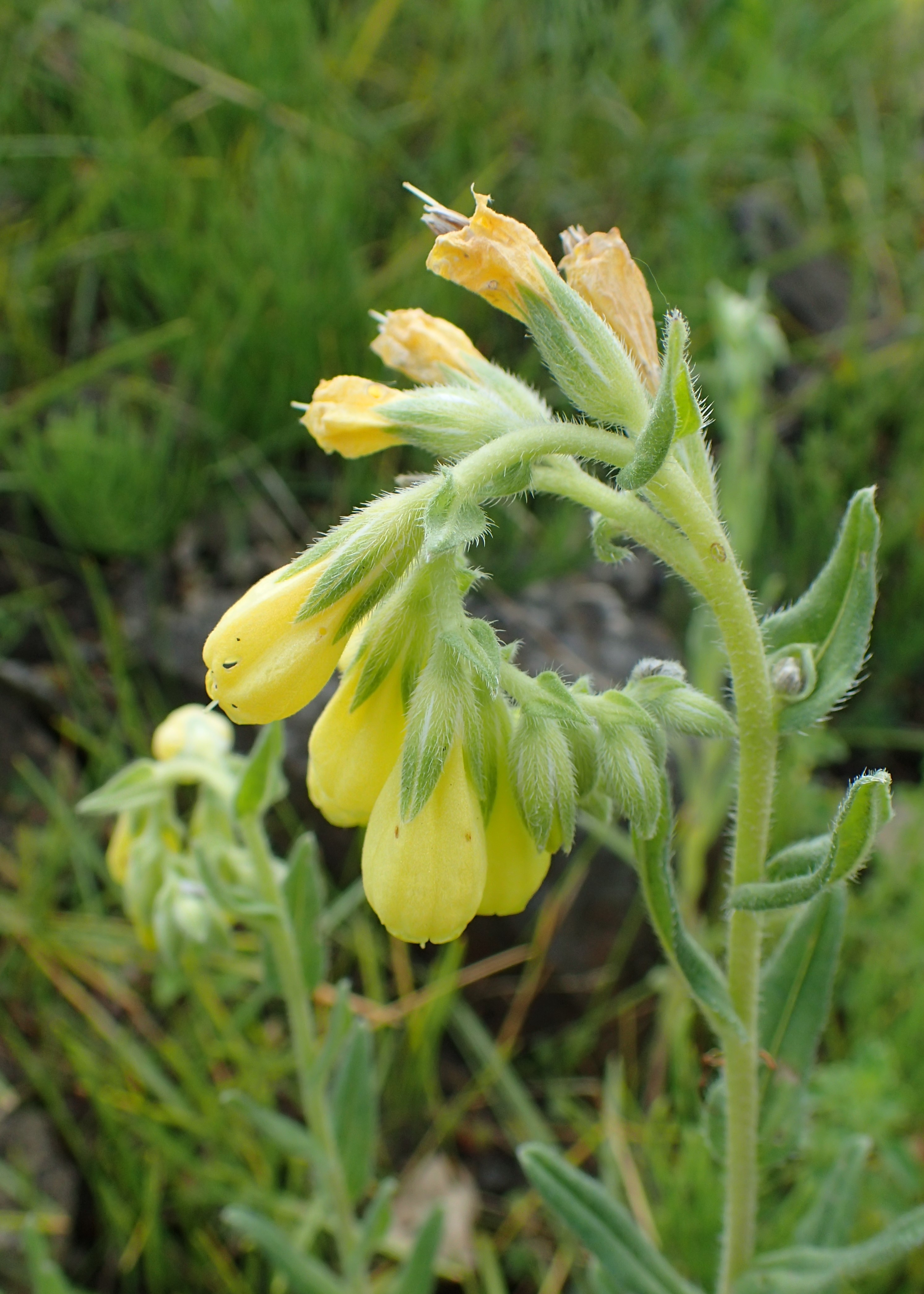
Onosma rigida

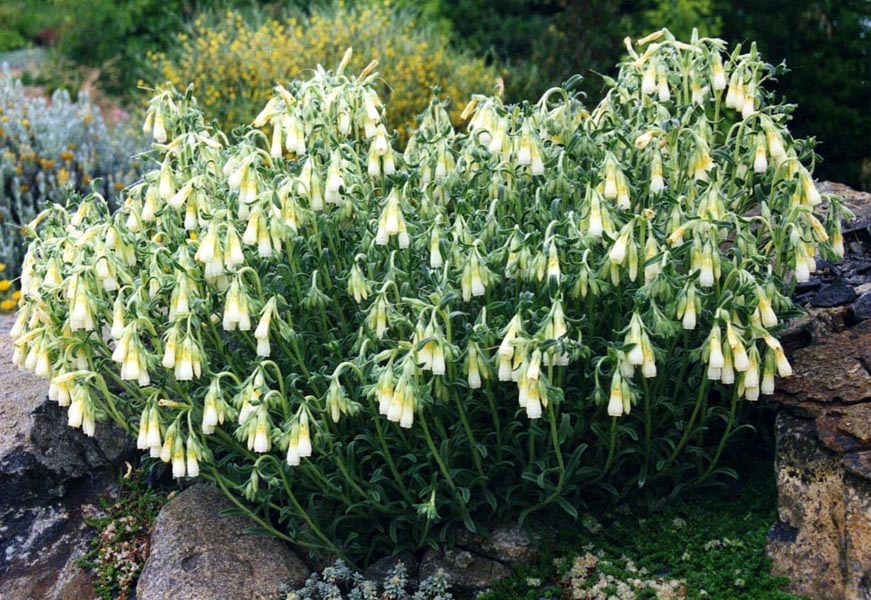
Onosma nana

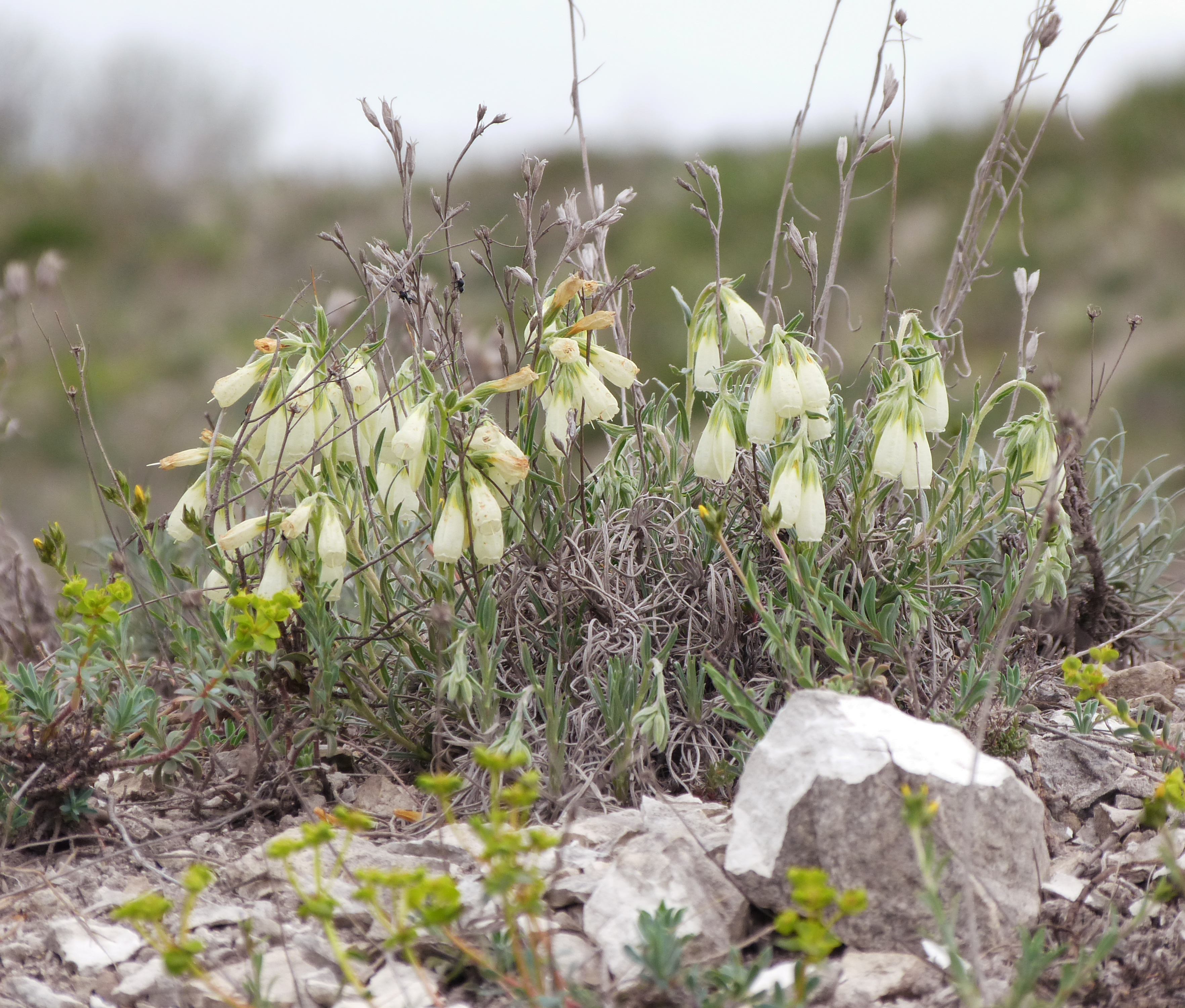
Onosma simplicissima

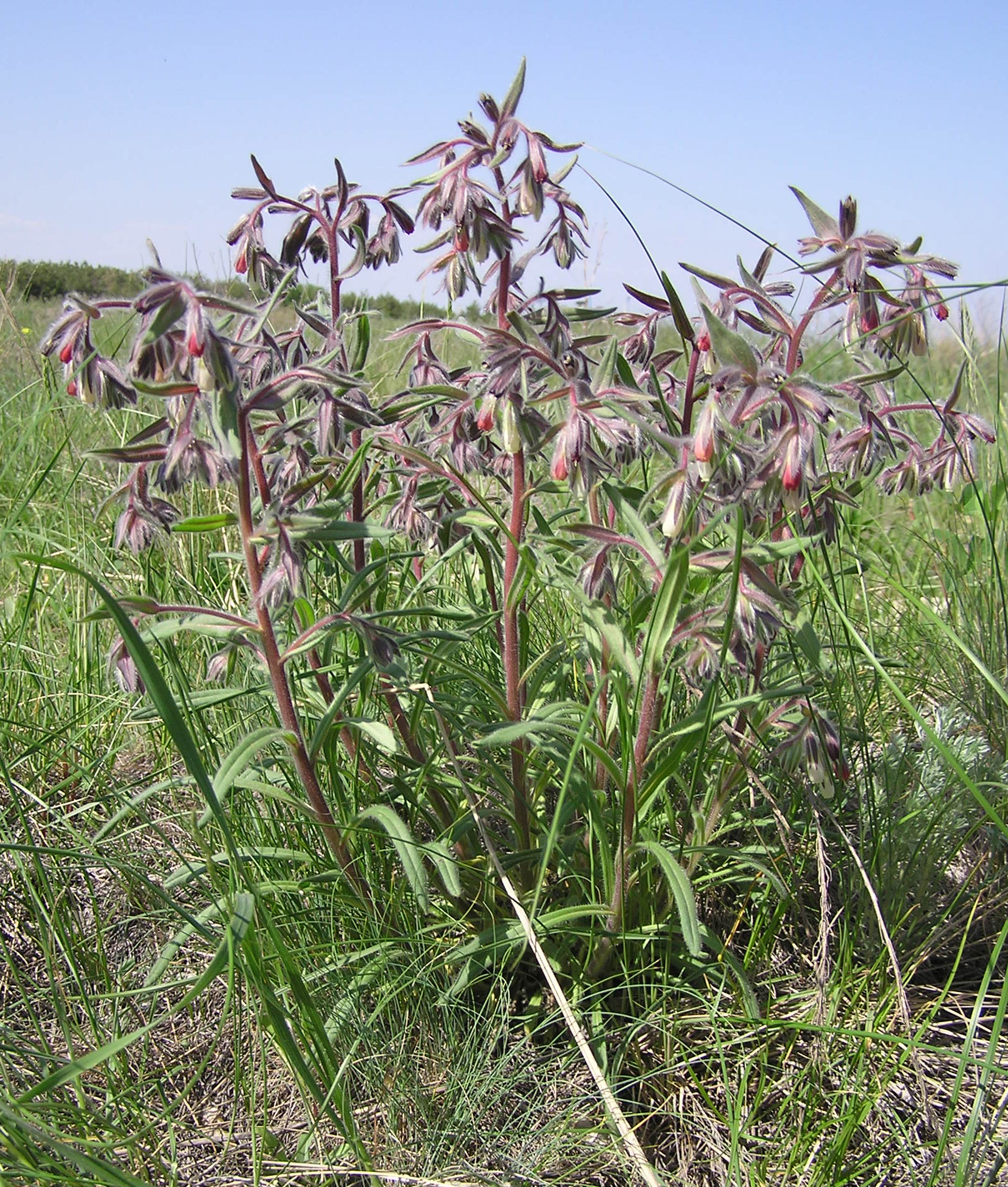
Onosma polychroma

Rodzaj należy do plemienia Lithospermeae w podrodzinie Boraginoideae w obrębie rodziny ogórecznikowatych Boraginaceae.
Wykaz gatunków
- Onosma aaronsohnii Feinbrun
- Onosma adenopus I.M.Johnst.
- Onosma affinis Hausskn. ex Riedl
- Onosma afghanica Bornm.
- Onosma aksoyii Aytaç & Türkmen
- Onosma alba W.W.Sm. & Jeffrey
- Onosma albicaulis Popov
- Onosma alborosea Fisch. & C.A.Mey. – rumianica białoróżowa
- Onosma aleppica Boiss.
- Onosma ambigens Lacaita
- Onosma anatolica Binzet
- Onosma angustiloba Rech.f. & Riedl
- Onosma angustissima Hausskn. & Bornm.
- Onosma anisocalyx Ponert
- Onosma apiculata Riedl
- Onosma araratica Riedl
- Onosma arcuata Riedl
- Onosma arenaria Waldst. & Kit.
- Onosma argentata Hub.-Mor.
- Onosma armena DC.
- Onosma asperrima Bornm.
- Onosma assadii Mehrabian & Mozaff.
- Onosma atila-ocakii O.Koyuncu & Yaylacı
- Onosma atrocyanea Franch.
- Onosma aucheriana DC.
- Onosma auriculata DC.
- Onosma austriaca (Beck) Fritsch
- Onosma azarbaidjanensis Mehrabian
- Onosma azurea Schipcz.
- Onosma bakhteganensis Mozaff. & Mehrabian
- Onosma baldshuanica Lipsky
- Onosma barsczewskii Lipsky
- Onosma beyazoglui Kandemir & Türkmen
- Onosma bheriensis H.Hara
- Onosma bilabiata Boiss. & Buhse
- Onosma bisotunensis Attar & Hamzehee
- Onosma bodeana Boiss.
- Onosma bornmuelleri Hausskn. & Bornm.
- Onosma borragoidina Ponert
- Onosma borysthenica Klokov
- Onosma bourgaei Boiss.
- Onosma bozakmanii Riedl
- Onosma bracteata Wall.
- Onosma bracteosa Hausskn. & Bornm.
- Onosma brevipilosa Schischk. ex Popov
- Onosma briquetii Czeczott
- Onosma bubanii Stroh
- Onosma bulbotricha DC.
- Onosma burmanica Collett & Hemsl.
- Onosma caerulescens Boiss.
- Onosma caespitosa Kotschy
- Onosma cappadocica Siehe ex Riedl
- Onosma cardiostegium Bornm.
- Onosma cassia Boiss.
- Onosma caucasica Levin
- Onosma chitralica I.M.Johnst.
- Onosma chlorotricha Boiss. & Noë
- Onosma chrysochaeta Bornm.
- Onosma cinerea Schreb.
- Onosma cingulata W.W.Sm. & Jeffrey
- Onosma circinnata Riedl
- Onosma conferta W.W.Sm.
- Onosma cornuta Riedl
- Onosma cyrenaica E.A.Durand & Barratte
- Onosma dasytricha Boiss.
- Onosma decasticha Y.L.Liu
- Onosma decorticans Riedl
- Onosma demavendica Riedl
- Onosma demirizii Kaynak, Tarimcilar & Yılmaz
- Onosma dichroantha Boiss.
- Onosma discedens Hausskn. ex Bornm.
- Onosma echinata Desf.
- Onosma echioides (L.) L. – rumianica żmijowcowata
- Onosma elegantissima Rech.f. & Goulimy
- Onosma elwendica Wettst. ex Stapf
- Onosma epirotica Teppner
- Onosma erecta Sm.
- Onosma erzincanica Binzet & Eren
- Onosma estahbanensis Ranjbar & Almasi
- Onosma euboica Rech.f.
- Onosma exserta Hemsl.
- Onosma farreri I.M.Johnst.
- Onosma farsica Ponert
- Onosma fastigiata (Braun-Blanq.) Lacaita
- Onosma ferganensis Popov
- Onosma fistulosa I.M.Johnst.
- Onosma frutescens Lam.
- Onosma fruticosa Sm.
- Onosma fuyunensis Y.He & Q.R.Liu
- Onosma gaubae Bornm.
- Onosma gehardica T.N.Popova
- Onosma ghahremanii Attar & Naqinezhad
- Onosma gigantea Lam.
- Onosma glomerata Y.L.Liu
- Onosma gmelinii Ledeb.
- Onosma gracilis Trautv.
- Onosma graeca Boiss.
- Onosma griersonii R.R.Mill
- Onosma griffithii Vatke
- Onosma guberlinensis Dobrocz. & V.M.Vinogr.
- Onosma halophila Boiss. & Heldr.
- Onosma haussknechtii Bornm.
- Onosma hawramanensis S.A.Ahmad
- Onosma hebebulbum DC.
- Onosma helleri Greuter & Burdet
- Onosma helvetica Boiss. – rumianica szwajcarska
- Onosma heterophylla Griseb.
- Onosma hispida Wall. ex G.Don
- Onosma hookeri C.B.Clarke
- Onosma × hybrida Riedl
- Onosma hypoleuca I.M.Johnst.
- Onosma inexspectata Teppner
- Onosma intertexta Hub.-Mor.
- Onosma intricata Riedl & Freitag
- Onosma iranshahrii Ghahr & Attar
- Onosma irritans Popov
- Onosma isaurica Boiss. & Heldr.
- Onosma juliae L.Cecchi & Selvi
- Onosma kaheirei Teppner
- Onosma kerendica Attar & Mirtadz.
- Onosma khorassanica Attar & Joharchi
- Onosma khorramabadensis Attar, Mirtadz. & Sotoodeh
- Onosma khyberiana I.M.Johnst.
- Onosma kilouyensis Boiss. & Hausskn.
- Onosma kittaniae Strid ex Stefanović, Kit Tan & Iatroú
- Onosma kotschyi Boiss.
- Onosma kurdica Teppner
- Onosma lanceolata Boiss. & Hausskn.
- Onosma latifolia Boiss. & Hausskn.
- Onosma leptantha Heldr.
- Onosma leucocarpa Popov
- Onosma levinii T.N.Popova
- Onosma lhokaensis Y.He & Q.R.Liu
- Onosma lijiangensis Y.L.Liu
- Onosma limitanea I.M.Johnst.
- Onosma lineariloba Hausskn. ex Riedl
- Onosma liparioides DC.
- Onosma liwanowii Popov
- Onosma longiloba Bunge
- Onosma lorestanica Attar & Sotoodeh
- Onosma luquanensis Y.L.Liu
- Onosma lycaonica Hub.-Mor.
- Onosma maaikangensis W.T.Wang
- Onosma macrophylla Bornm.
- Onosma macrorhiza Popov
- Onosma maculata Ranjbar & Almasi
- Onosma mahabadensis Ranjbar & Almasi
- Onosma malatyana Binzet
- Onosma malkarmayorum Teppner
- Onosma maracandica Zakirov
- Onosma marivanensis Mozaff. & Mehrabian
- Onosma mattirolii Bald.
- Onosma mersinana Riedl, Binzet & Orcan
- Onosma microcarpa Steven ex DC.
- Onosma mirabilis A.P.Khokhr.
- Onosma mitis Boiss. & Heldr.
- Onosma mollis DC.
- Onosma montana Sm.
- Onosma moussavi Mehrabian & Amini Rad
- Onosma mozaffariani Mehrabian
- Onosma multiramosa Hand.-Mazz.
- Onosma nana DC.
- Onosma nangqenensis Y.L.Liu
- Onosma neglecta Riedl
- Onosma nemoricola Hausskn. & Bornm.
- Onosma nervosa Riedl
- Onosma nigricaulis Riedl
- Onosma nydeggeri Hub.-Mor.
- Onosma obtusifolia Hausskn. & Sint. ex Riedl
- Onosma olivieri Boiss.
- Onosma onur-koyuncui Sezer
- Onosma oreodoxa Boiss. & Heldr.
- Onosma ovalifolia Kotschy & Boiss.
- Onosma pabotii Riedl
- Onosma pachypoda Boiss.
- Onosma paniculata Bureau & Franch.
- Onosma paphlagonica Bornm.
- Onosma papillosa Riedl
- Onosma paradoxa Janka
- Onosma pavlovae Petrova & Kit Tan
- Onosma platyphylla Riedl
- Onosma polioxantha Rech.f.
- Onosma polyantha DC.
- Onosma polychroma Klokov
- Onosma polyphylla Ledeb. – rumianica wielolistna
- Onosma proballanthera Rech.f.
- Onosma procera Boiss.
- Onosma propontica Azn.
- Onosma pseudoarenaria Schur
- Onosma pseudoeuboica Teppner & Karl
- Onosma pygmaea Riedl
- Onosma pyramidalis Hook.f.
- Onosma qandilica Rech.f. & Riedl
- Onosma rascheyana Boiss.
- Onosma rechingeri Riedl
- Onosma riedliana Binzet & Orcan
- Onosma rigida Ledeb.
- Onosma rostellata Lehm.
- Onosma roussaei DC.
- Onosma rutila Hub.-Mor.
- Onosma sabalanica Ponert
- Onosma sahandica Attar & Sotoodeh
- Onosma samarica Klokov
- Onosma sanandajensis Mehrabian & Mozaff.
- Onosma sangiasensis Teppner & Iatroú
- Onosma sanguinolenta Vatke
- Onosma sarvestanica Mozaff. & Mehrabian
- Onosma satensis Fırat & Binzet
- Onosma sericea Willd.
- Onosma setosa Ledeb.
- Onosma sharifii Riedl
- Onosma sheidaii Mehrabian
- Onosma sieheana Hayek
- Onosma simplicissima L.
- Onosma sindjarensis Riedl
- Onosma sinica Diels
- Onosma sintenisii Hausskn. ex Bornm.
- Onosma soltanabadensis Ranjbar & Almasi
- Onosma sorgeri Teppner
- Onosma spruneri Boiss.
- Onosma staminea Ledeb.
- Onosma stellulata Waldst. & Kit.
- Onosma stenoloba Hausskn. ex Riedl
- Onosma stenosiphon Boiss.
- Onosma stojanoffii (Turrill) Teppner
- Onosma straussii (Riedl) Khat.
- Onosma striata Riedl
- Onosma stridii Teppner
- Onosma strigosissima Boiss.
- Onosma subsericea Freyn
- Onosma subulifolia Riedl
- Onosma sulaimaniaca Riedl
- Onosma targevarensis Mozaff. & Mehrabian
- Onosma tenuiflora Willd.
- Onosma thomsonii C.B.Clarke
- Onosma thracica Velen.
- Onosma tinctoria M.Bieb.
- Onosma trachycarpa Levin
- Onosma trachytricha Boiss.
- Onosma transrhymnensis Klokov
- Onosma trapezuntea Boiss. & A.Huet ex Hand.-Mazz.
- Onosma tricerosperma Lag.
- Onosma tridentina Wettst.
- Onosma troodi Kotschy
- Onosma urumensis Ponert
- Onosma vaudensis Gremli
- Onosma velutina Boiss.
- Onosma viridis (Borbás) Jáv. – rumianica torneńska
- Onosma visianii Clementi
- Onosma waddellii Duthie
- Onosma waltonii Duthie
- Onosma wardii (W.W.Sm.) I.M.Johnst.
- Onosma wendelboi Mehrabian & Mozaff.
- Onosma wheeler-hainesii Riedl
- Onosma xanthotricha Boiss.
- Onosma yajiangensis W.T.Wang
- Onosma yamagatae Kitam.
- Onosma zagrica Dehshiri
- Onosma zerizaminum Lipsky